# 東山動植物園
東山動植物園（日语：ひがしやまどうしょくぶつえん）是位於日本愛知縣名古屋市千種區東山公園內的一座市營動植物園。

## 历史
開園於1937年。2017年，東山動植物園的全年入場人數達240萬人，在日本國內僅次於上野動物園。2005年至2009年期間則僅次於上野動物園和旭山動物園，位列第三。 拥有日本最多的450多种。
东山天空塔包含观景台和100米高的餐厅。

#### 画廊
- 全景
- 考拉
- 长颈鹿
- 犀牛
- 驴
- 植物园的红叶
- 花园
- 仙人掌
- 東山動植物園
- 东山花园露台

## 外部連結
- 東山動植物園
- 世界のメダカ館（公式）
- 東山動植物園動画 - Network2010 （页面存档备份，存于）
- 東山動植物園再生プラン （页面存档备份，存于） - 名古屋市

35°9′16.28″N 136°58′52.97″E / 35.1545222°N 136.9813806°E